# Дендиас, Никос
Никос Дендиас (греч. Νίκος Δένδιας; 7 октября 1959, Корфу) — греческий юрист, политический и государственный деятель. Член консервативной партии «Новая демократия». Министр национальной обороны Греции с 27 июня 2023 года. Депутат парламента Греции с 2015 года. В прошлом — министр иностранных дел Греции (2019—2023), министр национальной обороны Греции (2014—2015), министр развития и конкурентоспособности (2014), министр общественного порядка и защиты граждан (2012—2014), министр юстиции (2009).

## Биография
Никос Дендиас родился на Корфу в 1959 году, но его семья родом с острова Пакси. По его словам, предки со стороны его матери были православные священники в течение 17-и поколений.
Обучался в Афинском колледже, греко-американской частной школе. Получил степень в области права в Афинском университете, степень магистра в области морского и страхового права в Лондонском университете и степень в области криминологии в Лондонской школе экономики.
Практикующий адвокат, он активно участвует в «Новой демократии» с 1978 года, сначала как член студенческого крыла и партийный функционер в молодежной организации партии. Он избирался членом парламента от Корфу на выборах в 2004, 2007, 2009 годах и в июне 2012 года.
8 января 2009 года был назначен на пост министра юстиции во втором правительстве Костаса Караманлиса, в котором работал до отставки правительства 7 октября того же года (после поражения партии «Новая демократия» на выборах 4 октября). В коалиционном правительстве Антониса Самараса, сформированном после июньских выборов 2012 года, он занимал должности министра общественного порядка и защиты граждан](21 июня 2012 — 10 июня 2014), министра развития и конкурентоспособности (10 июня — 3 ноября 2014) и министра национальной обороны (3 ноября 2014 по 27 января 2015).
9 июля 2019 года назначен министром иностранных дел Греции в правительстве под руководством премьер-министра Кириакоса Мицотакиса. Правительство ушло в отставку 26 мая 2023 года.
27 июня 2023 года назначен министром национальной обороны Греции во втором правительстве под руководством премьер-министра Кириакоса Мицотакиса.

## Награды
- Крест Признания 2 класса (27 июня 2024 года, Латвия)[3]
- Орден Дружбы (16 декабря 2021 года, Армения) — по случаю 30-летия независимости Армении, за значительный вклад в установление, укрепление и развитие дружественных отношений с Республикой Армения, защиту общечеловеческих ценностей[4].